# Sovjetrepubliek Terek
De sovjetrepubliek Terek (Russisch: Терская Советская Республика) was een autonome republiek in de RSFSR. De republiek bestond van maart 1918 tot februari 1919. De republiek ontstond uit de oblast Terek. De republiek ging samen met de sovjetrepubliek Koeban-Zwarte Zee en de sovjetrepubliek Stavropol  op in de sovjetrepubliek Noord-Kaukasus. De hoofdstad was Terek.